# Lise Boëll
Pour les articles homonymes, voir Boell.
Lise Boëll est une éditrice française, née le 25 novembre 1966 à Paris.
« Éditrice de la fachosphère », elle est réputée pour avoir édité les ouvrages de personnalités d'extrême droite comme Philippe de Villiers, Éric Zemmour ou encore Jordan Bardella.
Après avoir travaillé de nombreuses années chez Albin Michel et dirigé les éditions Plon, elle administre aujourd'hui les éditions Fayard.

## Biographie
Fille de pieds-noirs, Lise Boëll étudie la littérature à l'université avant d'intégrer l'École supérieure de publicité (ESP) et l'International Advertising Agency (IAA). Elle commence sa carrière en tant qu'assistante-cheffe dans la publicité et rejoint TF1 à la fin des années 1990,.

## Carrière dans l'édition

### Chez Albin Michel
En 1997, elle intègre les éditions Albin Michel, où elle se fait remarquer en éditant en France Dora l'exploratrice, véritable succès commercial avec 35 millions d'exemplaires vendus,. Elle devient par la suite directrice éditoriale pour la non-fiction au sein de la maison.
Jusqu'à son départ en 2021, est l'éditrice de nombreuses personnalités politiques ou médiatiques comme Benjamin Castaldi, le docteur Frédéric Saldmann, la coach en développement personnel Natacha Calestrémé, Stéphane Bern, Roselyne Bachelot, Gaspard Proust,,. Elle est décrite par des collègues comme une personne attirée par l'appât du gain et sans grandes convictions.
Elle avait été chargée par Francis Esmenard, PDG des éditions Albin Michel, et Richard Ducousset, leur directeur, de récupérer Éric Zemmour après le succès de Mélancolie française (Fayard). Elle est depuis son éditrice attitrée, ainsi que celle de Philippe de Villiers.
En juillet 2021, elle quitte Albin Michel après le refus de publication du dernier essai d'Éric Zemmour La France n'a pas dit son dernier mot. Président de la maison d'édition, Gilles Haéri justifie ce choix par un « ton politique qui ne correspond tout simplement pas à la ligne éditoriale d’une grande maison généraliste comme Albin Michel »,.

### Chez Plon
Le 31 août 2021, le groupe Editis nomme Lise Boëll à la tête des éditions Plon. Après avoir fait nommer comme directeur général adjoint Mickaël Palvin, ancien directeur marketing chez Albin Michel licencié pour faute grave quelques mois plus tôt, elle fait elle-même l'objet d'une enquête interne du comité social et économique du groupe Editis.
Son arrivée provoque une division dans les effectifs et ses méthodes managériales sont contestées. Blast relève qu'un premier audit datant de 2021 pointe du doigt des humiliations en public, des mauvais traitement reservé à son équipe ainsi qu'un management brutal. Un second audit, réalisé en 2023 par un autre cabinet, dénonce à nouveau les comportements toxiques de Lise Boëll vis-à-vis de ses collaborateurs. Deux mois à peine après son arrivée, ses nouvelles méthodes incitent quatorze personnes sur les dix-huit qu'emploient les éditions Plon à se déclarer sur le départ.
En mars 2023, elle devient directrice des éditions Plon réunifiées,. Dans le secret, elle prépare la publication de l'autobiographie de Jordan Bardella et commence à viser la direction de Fayard, alors administrée par Isabelle Saporta.

### Chez Mazarine
En novembre 2023, Vincent Bolloré obtient l'acquisition du groupe Hachette Livre, duquel les éditions Fayard et Mazarine font parties. En janvier 2024, le multimilliardaire ultraconservateur place stratégiquement Lise Boëll à la tête de cette dernière,,. Elle y fait notamment publier le dernier roman de Laurent Gournelle.

### Chez Fayard
À la suite du départ contraint d'Isabelle Saporta en avril 2024, Vincent Bolloré nomme Lise Boëll à la direction des éditions Fayard deux mois plus tard,. Cette nomination provoque, à partir de septembre 2024, sept vagues de départs volontaires, soit un total de quarante salariés. Elle fait également perdre à la maison certains de ses auteurs les plus rentables, comme Virginie Grimaldi.
Malgré de virulentes oppositions au sein de la maison, Lise Boëll fait publier à l'automne 2024 le premier livre de Jordan Bardella, dont elle avait apporté le manuscrit dans ses cartons,.
Blast révèle dans son enquête la nouvelle directrice a envoyé au pilon de nombreuses archives de la maison et que les nouveaux projets de publication font la part belle aux personnalités de droite et d'extrême droite, comme Gilles Gaetner, Éric Ciotti ou encore Gabrielle Cluzel, chroniqueuse chez CNews.
En juin 2025, l'éditorialiste Sonia Mabrouk est désignée directrice de la collection « Pensée libre ». Condamné pour diffusion d'images à caractères pédopornographiques par la Cour d'appel de Paris et proche de Gabriel Matzneff, Arthur Pauly est engagé par Lise Boëll le même été.